# العلاقات الفيجية الكازاخستانية
العلاقات الفيجية الكازاخستانية هي العلاقات الثنائية التي تجمع بين فيجي وكازاخستان.

## مقارنة بين البلدين
هذه مقارنة عامة ومرجعية للدولتين:
| وجه المقارنة                                              | فيجي                                                                 | كازاخستان                      |
| --------------------------------------------------------- | -------------------------------------------------------------------- | ------------------------------ |
| المساحة (كم2)                                             | 18.27 ألف                                                            | 2.72 مليون                     |
| عدد السكان (نسمة)                                         | 915.30 ألف                                                           | 17.95 مليون                    |
| الكثافة السكانية (ن./كم²)                                 | 50.1                                                                 | 6.6                            |
| العاصمة                                                   | سوفا                                                                 | نور سلطان                      |
| اللغة الرسمية                                             | لغة إنجليزية، اللغة الفيجية، اللغة الفيجي الهندية، اللغة الهندستانية | اللغة القازاقية، اللغة الروسية |
| العملة                                                    | دولار فيجي                                                           | تينغ كازاخستاني                |
| الناتج المحلي الإجمالي (بليون دولار)                      | 5.06 مليار                                                           | 159.41 مليار                   |
| الناتج المحلي الإجمالي (تعادل القوة الشرائية) بليون دولار | 8.32 مليار                                                           | 439.39 مليار                   |
| الناتج المحلي الإجمالي الاسمي للفرد دولار أمريكي          | 4.96 ألف                                                             | 10.51 ألف                      |
| الناتج المحلي الإجمالي للفرد دولار أمريكي                 | 8.79 ألف                                                             | 24.23 ألف                      |
| مؤشر التنمية البشرية                                      | 0.727                                                                | 0.788                          |
| رمز المكالمات الدولي                                      | +679                                                                 | +7                             |
| رمز الإنترنت                                              | .fj                                                                  | .kz، .қаз ‏                     |
| المنطقة الزمنية                                           | ت ع م+12:00                                                          | ت ع م+05:00، ت ع م+06:00       |

## منظمات دولية مشتركة
يشترك البلدان في عضوية مجموعة من المنظمات الدولية، منها:
| علم المنظمة | اسم المنظمة                               | تاريخ انضمام فيجي | تاريخ انضمام كازاخستان |
| ----------- | ----------------------------------------- | ----------------- | ---------------------- |
|             | الاتحاد البريدي العالمي                   | ?                 | ?                      |
|             | بنك التنمية الآسيوي                       | 1970              | 1994                   |
|             | يونسكو                                    | 14 يوليو 1983     | 22 مايو 1992           |
|             | البنك الدولي للإنشاء والتعمير             | 28 مايو 1971      | 23 يوليو 1992          |
|             | وكالة ضمان الاستثمار متعدد الأطراف        | 24 سبتمبر 1990    | 12 أغسطس 1993          |
|             | الاتحاد الدولي للاتصالات                  | 5 مايو 1971       | 23 فبراير 1993         |
|             | منظمة الشرطة الجنائية الدولية             | ?                 | ?                      |
|             | مؤسسة التمويل الدولية                     | 12 يوليو 1979     | 30 سبتمبر 1993         |
|             | الأمم المتحدة                             | 13 أكتوبر 1970    | 2 مارس 1992            |
|             | مؤسسة التنمية الدولية                     | 29 سبتمبر 1972    | 23 يوليو 1992          |
|             | منظمة حظر الأسلحة الكيميائية              | ?                 | ?                      |
|             | المركز الدولي لتسوية المنازعات الاستشارية | 10 سبتمبر 1977    | 21 أكتوبر 2000         |

## وصلات خارجية
- موقع وزارة الخارجية الفيجية
- موقع وزارة الخارجية الكازاخستانية